# Чарлз Стентон Огл
Чарлз Стентон Огл (англ. Charles Stanton Ogle; 5 червня 1865— 11 жовтня 1940) — американський актор німого кіно.

## Життєпис

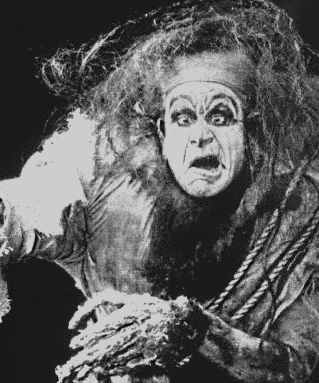
Чарлз Огл в ролі монстра у фільмі Франкенштейн

Чарльз починав виступати в театрі, вже 1905 року він з'явився на Бродвеї. Далі 1908 року він став працювати на кіностудію Едісона в Бронксі, Нью-Йорк. Перший фільм в якому він з'явився був «Бостонське чаювання» («The Boston Tea Party», 1908) Едвіна Портера. 1910 року Огл зіграв монстра в Франкенштейні («Frakenstein», 1910) і грав головну роль у самому першому серіалі «Що сталося з Мері?» («What Happened to Mary?», 1912). За все своє життя Огл знявся в 308 фільмах.
Помер 1940 року в Лонг-Біч, був похований на кладовищі Форест-Лаун у Глендейлі — північному передмісті Лос-Анджелесу.
У фільмі «Франкенштейн» ми бачимо костюм його власного винаходу. У ті давні часи художнє втілення образу персонажа було обов'язком самих акторів.